# 飛翔橋

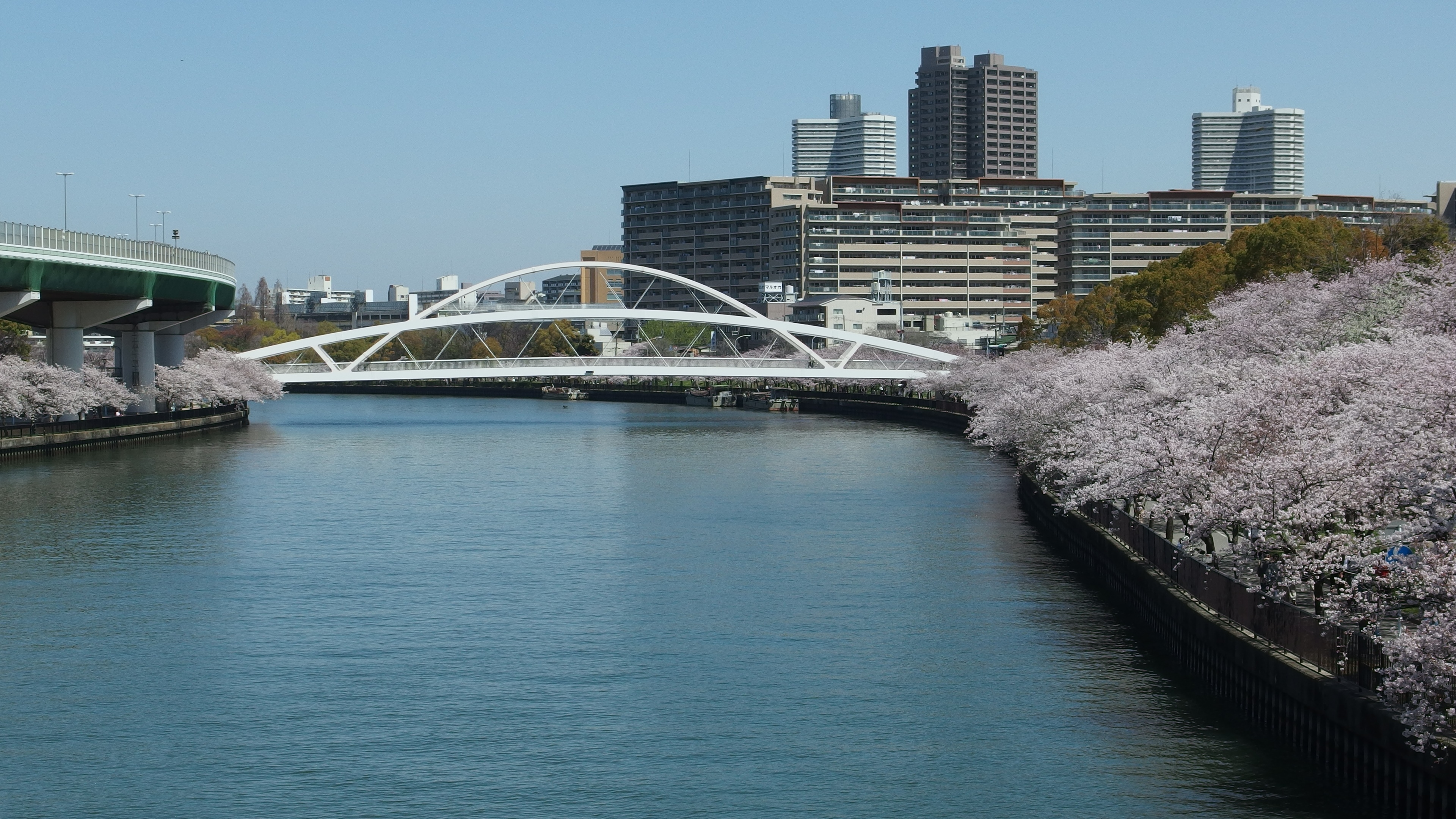
飛翔橋

飛翔橋（ひしょうばし）は、大阪府大阪市都島区と北区の間の大川（旧淀川）に架かる歩行者専用橋。

## 概要
大川を橋脚なしで越えるためアーチスパンが長くなり、さらに橋の西側の一部が阪神高速道路守口線の下をくぐる関係でアーチライズ比（高さ/長さの比）が小さくなる構造的な制限を受けたため、アダムスキー型円盤のようなシルエットを持つ二重アーチ構造になっている。飛翔橋の名称は、「UFOを思わせ、どこかへ飛び立つようなイメージ」から名付けられたとされる。
主要諸元
- 橋　　長：103.55m（主橋梁部）
- 幅　　員：4.00m
- 橋　　種：ニールセンローゼ（二重アーチ構造、逆T形鉄筋鋼コンクリート補剛桁）
- 竣工年月：1984年（昭和59年）10月
- 所 在 地：都島区善源寺町1丁目 - 北区長柄東1丁目